# Державні землі
Державні землі — землі країни, які складають власність держави як юридичної особи. Ці землі держава може продати, закласти, подарувати, передати в користування тощо. Масив Д.з. держава може формувати шляхом завоювань, обліку всіх вільних земель, купівлі та експропріації. Він є джерелом прибутків казни й підґрунтям політичної могутності держави. За Київської Русі й після її розпаду в удільних князівствах поняття "княжі землі" й "державні землі" були тотожними. Князі роздавали їх своїм васалам як плату за службу (вотчини) з обов'язком виставляти воїв та дружини. За Великого князівства Литовського та Речі Посполитої коронні (державні) землі були джерелом пожалувань особам за державну службу, переселенцям, феодалам (шляхті). З утворенням Української козацької держави в середині 17 ст. загально-державними землями були вільні військові маєтності. З розмахом гетьмани роздавали їх на ранг (див. Рангові маєтності) козацькій старшині, монастирям (монастирське землеволодіння), церквам тощо.

## У Російській імперії
У Російській імперії, до якої увійшла значна частина території України після 1654 (див. Переяславська рада 1654; Березневі статті 1654), казенними (державними) землями вважалися всі землі, на яких жили вільні селяни. У 18 ст. поняття "державні землі" було законодавчо оформлене, а сам державний земельний фонд значно зріс завдяки територіальним надбанням (див. Поділи Польщі 1772, 1793, 1795), приєднанню Кримського ханства 1783 тощо та за рахунок експропріації земель. До Д.з. на Правобережній Україні відійшли староства, маєтки польської корони (ленні), погалиційські землі (власність магнатів, які потрапили в австрійське підданство). Після приєднання Російською імперією до своїх володінь Кримського ханства до Д.з., згідно з законодавчою термінологією, увійшли землі "коронні" (державні), удільні (ті, що належали ханові та його родині), землі мурз та ногайців, які покинули територію ханства й емігрували до Османської імперії. Тоді ж, у 18 ст., державний фонд поповнився за рахунок експропріації земель політичних противників Петра I, т. зв. мазепинців (див. Мазепинська еміграція), а також колишніх рангових, нікому не переданих угідь та сіл, секуляризованих (див. Секуляризація) маєтків. У 19 ст. масив Д.з. Російської імперії зріс за рахунок земель, конфіскованих в учасників польського повстання 1830–1831 та польського повстання 1863–1864, а також єзуїтських (див. Єзуїти; після вигнання їх 1822 з Правобережжя) і монастирських (із знищенням 1832–34 римо-католицьких монастирів) земель, однодвірських (див. Однодвірці) земель правобережної шляхти, що не змогла довести свого дворянського походження, земель татар Криму та земель, переданих протягом 30–40-х рр. 19 ст. з удільного відомства (див. Удільні землі). Відписувалися до російської казни й інші землі, напр., відібрані в поміщиків за борги. На кінець 19 ст. в європейській частині Російської імперії налічувалося близько 87 млн десятин Д.з. (без лісів).
Землі, що належали російській казні, поділялися на 2 типи:

1) заселені, тобто такі, що перебували в користуванні державних селян за сплату феод. ренти чи орендної плати; такий статус вони (ці землі) мали до їх викупу (див. Викупна операція 1861–1907) 1867 в західних та 1886 – в ін. губерніях; значна частина цих земель відводилася під військові поселення, адміралтейські поселення, господарства іноземних колоністів (див. Колоністи іноземні в Україні), державні заводи та установи, Азовському козацькому війську, роздавалася (до заборони імп. Олександром I) дворянам і наближеним до імператорського двору за певні заслуги;

2) незаселені, порожні, які здавалися в оренду, передавалися безземельним селянам, продавалися, відводилися під будівництво підприємств, різних установ тощо.
В Україні на середину 19 ст. налічувалося понад 8 млн десятин Д.з. 1-го типу, 2-го було мало. Останні у невеликій кількості збереглися на поч. 20 ст. у Херсонській (335 тис. десятин), Таврійській (205 тис. десятин), Харківській (98 тис. десятин) та Катеринославській (94 тис. десятин) губерніях. З утвердженням приватної власності на землю масив Д.з. помітно скоротився. Із переведенням на викуп державних селян 1-ша категорія земель юридично припинила своє існування. Скорочувався і фонд земель 2-го типу внаслідок дії царських указів 1906 та 1912, за якими дозволявся їх продаж "у відрубне та хутірське господарства". Із встановленням в Україні рад. влади всі землі перейшли у власність д-ви і нею роздавалися в безстрокове користування суб'єктам господарської діяльності.